# محمدحسن حاجینسکی
محمدحسن حاجینسکی (ترکی آذربایجانی: Məmməd Həsən Cəfərqulu oğlu Hacınski) سیاستمدار و دولت‌مرد اهل آذربایجان بود. او وزارت خانه‌های داخله، دارایی و امور خارجه جمهوری دمکراتیک آذربایجان را در سال‌های مختلف به عهده داشت.

## زندگی‌نامه
محمدحسن حاجینسکی فرزند «جعفرقلی» در ۳ مارس سال ۱۸۷۵ در باکو زاده شد. وی دبیرستان را در «مکتب رئالنی» باکو پشت سر گذاشت. محمدحسن حاجینسکی دانش‌آموخته دانشگاه فنی سن پترزبورگ در سال ۱۹۰۲ بود. برای مدتی به عنوان مهندس در کارخانه تصفیه نفت متعلق به شمسی اسدالله‌یف که در شهر مسکو قرار داشت، اشتغال یافت. در سال ۱۹۰۸، به باکو بازگشته و به فعالیت در زمینه ساخت و ساز پرداخت و در تکمیل طرح شهرسازی که از سوی «نیکولای نُنّه» تهیه و مطرح شده بود، کار نمود. در سال ۱۹۱۲، با ویراستاری حاجینسکی کتابی راجع به آبادسازی خیابان‌های باکو به طبع رسید.
وی در سال ۱۹۱۳، به سکانداری «اداره شهر باکو» رسید. حاجینسکی توجه ویژه‌ای به کاخ شروان‌شاهان داشت، که زود زود پیشنهادهایی جهت بازسازی و حفاظت آن مطرح می‌نمود. بین سال‌های ۱۹۰۲ الی ۱۹۱۷، عضو «دومای شهر باکو» بود. وی یکی از بانی‌های تشکل‌های «همت»، و نیز «نشر معارف» که سواد آموزی را بین مسلمانان تبلیغ می‌نموده‌است، بود. حاجینسکی برای مدتی در تشکل آگاهی بخشی اسلامی «نجات» و همچنین در هیئت مدیره کمیته مرکزی «سازمان خیریه اسلامی قفقاز» فعالیت کرد.
محمدحسن حاجینسکی کوشش‌های فراوانی در جهت ساخت بلوار ساحلی هم‌اکنونی باکو از خود نشان داد. وی وقتی که تصدی بخش ساخت و ساز شهرداری باکو را بر عهده داشت، طرح پیشنهادی تأسیس این بلوار را به دومای شهر باکو ارائه نمود. در تبع آن، دوما برای کاشت درختان همیشه سبز، ساخت مجتمع سینمای «المپیک»، رستوران «الدورادو» و پارک بلوار ساحلی ۶۰٫۰۰۰ روبل اختصاص داد. همزمان با کمک‌های مالی حاج زین‌العابدین تقی‌یف کارهای عملیاتی ساخت و ساز آغاز گردید. بنای مجتمع و بلوار ساحلی با مهندسی خود محمدحسن حاجینسکی صورت پذیرفت که، کلیهٔ پروژه‌ها در طول دو سال به بهره‌برداری رسیدند.

## کارنامه سیاسی

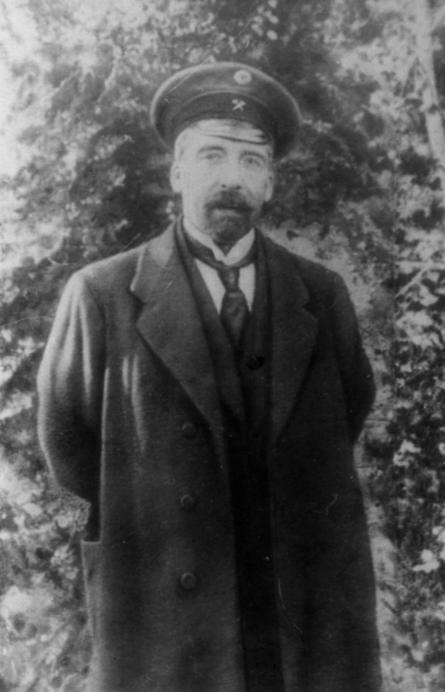
محمدحسن حاجینسکی

با عضویت مخفی در حزب مساوات در سال ۱۹۱۱ اولین قدم‌های خود در عرصه سیاست را برداشت. حاجینسکی فعالیت علنی سیاسی خود را پس از انقلاب فوریه سال ۱۹۱۷ روسیه شروع کرد. او همچنین مشارکت فعالانه ای در تأسیس و فعالیت روزنامه «همت» داشت. در ۲۲ مارس ۱۹۱۷ «کمیته اجرایی موقت شورای اسلامی» بنیان‌گذاری و حاجیینسکی به صدارت آن گماشته شد. در ماه مه همان سال، او در همایش مسلمانان قفقاز که ابتدا در باکو و بعد در مسکو برگزار شد، حضور یافت. پس از مدتی به عنوان نماینده مردم آذربایجان به مجلس ملی روسیه راه یافت. در ۱۵ نوامبر سال ۱۹۱۷، به سمت معاونت بخش صنعت و تجارت «کمیساریای ماورای قفقاز» منصوب شد. در ۲۲ آوریل سال ۱۹۱۸، به زمامداری وزارت صنعت و تجارت جمهوری فدرال دموکراتیک قفقاز جنوبی رسید.

### جمهوری دمکراتیک آذربایجان
بعد از آنکه جمهوری دمکراتیک آذربایجان در ۲۸ ماه مه سال ۱۹۱۸ رسماً اقدام به اعلام استقلال کرد، محمدحسن حاجینسکی به عنوان وزیر امور خارجه دولت فتحعلی‌خان خویسکی تعیین گردید، که تا ۶ اکتبر سال مزبور در این پست باقی ماند. هنگام تأسیس دومین کابینه دولت جمهوری دمکراتیک آذربایجان، حاجینسکی به سکانداری وزارت داخله (کشور) رسید که، تا ۱۵ فوریه ۱۹۲۹ عهده‌دار آن شد.
حاجینسکی به عنوان وزیر امور خارجه، در ۴ ژوئن ۱۹۱۸ همراه با محمدامین رسول‌زاده قراردادی را با دولت ترکیه برای ارائه کمک نظامی به آذربایجان امضاء کردند. در ۱ آوریل سال ۱۹۲۰، مسئولیت تشکیل کابینه جدید جمهوری دمکراتیک به او سپرده شد. حاجینسکی از آنجا که قصد ایجاد یک دولت ائتلافی داشت، به رایزنی با کلیه فراکسیونهای مجلس آذربایجان از جمله بلشویکها مبادرت ورزید. با دعوت از بلشویک‌ها برای پیوستن به دولت جدید وفاق ملی، حاجینسکی امیدوار بود که بتواند پیروی ارتش سرخ را که، در پل سامور واقع در مرز مشترک آذربایجان و روسیه مستقر بود، معطل نماید و بدین وسیله فرصتی جهت نقل مکان یگان‌هایی از ارتش آذربایجان به سمت باکو فراهم آید. در آن زمان اکثر واحدهای ارتش آذربایجان مشغول مقابله با سرکشی داشناک‌ها در خط مقدم در قره‌باغ کوهستانی بودند. بعد از آنکه بلشویک‌ها پیشنهاد حاجینسکی را در ۲۲ آوریل رد کردند، وی در خصوص عدم وجود امکان تشکیل دولت ائتلافی جدید به ممدیوسف جعفراف، کفیل سخنگوی مجلس ملی اطلاع داد. در عین حال، حاجینسکی حزب مساوات را ترک گفته و به‌طور رسمی به حزب بلشویک ملحق گردید. در نتیجه حمله ارتش سرخ، جمهوری دمکراتیک آذربایجان در ۲۸ آوریل سال ۱۲۸۰ به دست بلشویک‌ها سقوط کرد.

### آذربایجان شوروی
پس از استقرار نظام شوروی بر آذربایجان، محمدحسن حاجینسکی در «شورای کشاورزی آذربایجان» مشغول به کار شد. از سال ۱۹۲۳ به بعد به عنوان قائم مقام رئیس «کمیته دولتی برنامه‌ریزی قفقاز جنوبی» فعالیت داشت. او بعداً به دستور لاورنتی بریا، دبیرکل بعدی «منطقه قفقاز جنوبی» دستگیر شد، که بر اثر جراحات ناشی از شکنجه‌های جسمی، در ۹ فوریه سال ۱۹۳۱ در زندانی در تفلیس درگذشت.

## کتاب
در سال ۱۹۱۲، محمدحسن حاجینسکی کتابی در مورد پیشرفت و توسعه معماری باکو به نگارش درآورد که، توسط شهرداری باکو منتشر گردید.